# Дорога й ластівка
«Дорога й ластівка» — новела Миколи Хвильового, написана 1927 р. Поєднання опублікованих раніше в збірці «Сині етюди» новел «Дорога» і «Ластівка». У творі відображено внутрішні тривожні настрої головного героя, висвітлено розчарування у пореволюційній дійсності.

## Жанр
Більшість літературознавців визначають жанр твору як імпресіоністична новела. Крім того, деякі науковці пов'язують текст із жанром ліро-філософської мініатюри, або «поезією в прозі», що був поширеним на початку ХХ ст.
Ю. Безхутрий акцентує на романтико-символістичних елементах та міфологічно бароковій традиції.
Світлана Ленська звертає увагу на притчевість твору. Дослідниця вважає, що жанрова природа твору Миколи Хвильового синтетична й об'єднує ознаки притчі, ліро-філософської мініатюри та асоціативної новели-метафори. На стильовий синкретизм вказують й інші літературознавці та літературознавиці: елементи експресіонізму (Ю. Безхутрий), екзистенціалізму (Т. Гундорова), імпресіонізму (В. Агеєва). 

## Сюжет
Твір охоплює короткий проміжок часу і показує сцену вітряної дощової ночі. Один з основних образів — ластівка, яка побачила світло і полетіла до нього. Так пташка опиняється в затишній кімнаті. Далі відчуття спокою розвінчується. Штучне світло спричиняє страх, а інтер'єр кімнати — м'який килим, книжки — здається невідомим. Ластівка прагне втекти із замкненого простору, однак їй це не вдається, і вона помирає.

## Композиція
- Експозиція — оповідач і дорога.
- Зав'язка — ластівка влетіла в кімнату.
- Кульмінація — пташка помирає.
- Розв'язка — оповідач викидає ластівку на смітник.

Твір складається з двох частин. Структуротвірний елемент першої — образ дороги, другої — ластівки. Основним композиційним принципом новели є бінарне протиставлення реального і вимріяного, романтичного і приземленого.
На стилістичному рівні твір оформлений графічними виділеннями — крапками, розривами,  письмо «драбинкою», що передає емоційний стан неповноти й невизначеності оповідача.

## Художні образи
Образ дороги в новелі символізує життєвий шлях. Він, за словами Ю. Безхутрого, трапляється і в інших творах Миколи Хвильового: «Синій листопад», «Я (Романтика)», «Пудель», «На глухім шляху» тощо. Дорогу Світлана Ленська трактує як автобіографічний компонент.
Голуби та згадка про біблійний потоп уособлюють пошук сенсу життя.
|                                        | …Але то буде не потоп, а впаде звичайна роса… А в потопі (пам’ятаєте?) були голуби. |
| — Микола Хвильовий «Дорога й ластівка» |                                                                                     |

Ластівка символізує натхнення, творчість. Те, що вона опинилася в замкненому просторі, свідчить про передчуття Миколи Хвильового подій Розстріляного відродження, а також краху надій, які покладалися на революцію. 
|                                        | Була в розпуці — її надто тривожило звичайне світло — електрика. |
| — Микола Хвильовий «Дорога й ластівка» |                                                                  |

Ремарка наприкінці новели про те, що оповідач викидає ластівку на смітник, символічно вказує на самознищення наратора і розпад його світобудови загалом.
|                | «Дорога і ластівка» належить до числа пророчих творів-пересторог Хвильового. Екзистенційний, релігійно-філософський зміст новели трагічно спроектувався на обставини життя постреволюційної української інтелігенції, зрештою, і на власне життя Хвильового. |
| — Ю. Безхутрий | |

Досліджуючи специфіку трансгресії в новелі, О. Муслієнко тлумачить основні образи твору, які тяжіють до архетипів.
- Дорога — спогади про дитинство та рефлексії смерті.
- Вікно — межа між бажаним і реальним, цим і тим світом.
- Пташки — центр Всесвіту, гармонія і порядок.
- Ластівка — медіум між різними просторами, відображення концепцій «початок» — «кінець», «життя» — «смерть».

## Проблематика
У творі наскрізною є проблема розбіжності мрії та дійсності, а також життя і смерті, вибору, сенсу життя, творчої особистості.

## Використані джерела
1. 1 2 3  Муслієнко, О. (2021). М. Хвильовий «Дорога і ластівка»: трансгресія у процесах с/від/творення смислів (PDF). Львів: Видавничий дім «Гельветика». с. 150—153.
2. 1 2 3 4 5 6  Ленська, Світлана (2014). «Романтика вітаїзму» у малих епічних формах М. Хвильового (PDF). Полтава: ПНТУ ім. Ю. Кондратюка.
3. 1 2  Сідельник, Єлизавета (2018). Особливості імпресіоністичної манери письма в творчості М. Коцюбинського та М. Хвильового (PDF). Кривий Ріг. с. 68.
4. 1 2 3 4  Безхутрий, Ю. (2005). Художній світ Миколи Хвильового. Харків: Видавництво ХНУ ім. В. Н. Каразіна. с. 332.
5. 1 2  Хмелик, О. (2021). Роль Миколи Хвильового у відродженні національної літератури та культури. Харків: ХНУРЕ. с. 110—111.